# Сен-Жирон (округ)
Округ Сен-Жирон (фр. Arrondissement de Saint-Girons) — округ у Франції, в департаменті Ар'єж. 2023 року округ об'єднував 121 муніципалітет, населення становило 41 038 осіб.
Адміністративний центр (супрефектура) — Сен-Жирон.

## Муніципалітети
Список муніципалітетів округу та їхні коди INSEE:
1. Але (09005)
2. Алос (09008)
3. Альєр (09007)
4. Альзан (09009)
5. Ангоме (09111)
6. Анкуртьєш (09110)
7. Антрас (09011)
8. Аржен (09014)
9. Арріян-ан-Бетмаль (09017)
10. Арру (09018)
11. Артігат (09019)
12. Бажер (09033)
13. Балагер (09035)
14. Баласе (09034)
15. Баржак (09037)
16. Бедей (09046)
17. Бетмаль (09055)
18. Бетшат (09054)
19. Б'єр (09057)
20. Бонак-Іразен (09059)
21. Борд-Юшантен (09062)
22. Буссенак (09065)
23. Бюзан (09069)
24. Вільнев (09335)
25. Вільнев-дю-Лату (09338)
26. Габр (09127)
27. Гажан (09128)
28. Гале (09129)
29. Домазан-сюр-Ариз (09105)
30. Дюрбан-сюр-Ариз (09108)
31. Дюрфор (09109)
32. Ег-Жент (09001)
33. Ейшей (09119)
34. Ерп (09114)
35. Ерсе (09113)
36. Есплас-де-Серу (09118)
37. Іллартен (09141)
38. Кадарсе (09071)
39. Казаве (09091)
40. Камарад (09073)
41. Кампань-сюр-Ариз (09075)
42. Карла-Бейль (09079)
43. Кастекс (09084)
44. Кастельно-Дюрбан (09082)
45. Кастерас (09083)
46. Кастійон-ан-Кузран (09085)
47. Клермон (09097)
48. Комон (09086)
49. Контразі (09098)
50. Куфлан (09100)
51. Ла-Бастід-де-Бесплас (09038)
52. Ла-Бастід-дю-Салат (09041)
53. Ла-Бастід-де-Серу (09042)
54. Лакав (09148)
55. Лакур (09149)
56. Лану (09151)
57. Ларбон (09154)
58. Лассерр (09158)
59. Ле-Борд-сюр-Ариз (09061)
60. Ле-Мас-д'Азій (09181)
61. Ле-Пор (09231)
62. Ле-Фоссат (09124)
63. Лезат-сюр-Лез (09167)
64. Лескюр (09164)
65. Лорп-Сантарай (09289)
66. Лубо (09172)
67. Массат (09182)
68. Мерас (09186)
69. Меригон (09190)
70. Мерсенак (09187)
71. Мовзен-де-Прат (09183)
72. Мовзен-де-Сент-Круа (09184)
73. Монгош (09208)
74. Монеспль (09195)
75. Монжуа-ан-Кузран (09209)
76. Монсерон (09212)
77. Монтагань (09196)
78. Монтарді (09198)
79. Монтегю-ан-Кузран (09201)
80. Монтель (09203)
81. Монтеск'є-Аванте (09204)
82. Монфа (09205)
83. Мулі (09214)
84. Нескюс (09216)
85. Одрессен (09026)
86. Ожирен (09027)
87. Оказен (09025)
88. Олю-ле-Бен (09029)
89. Оржибе (09219)
90. Пає (09224)
91. Прат-Бонрепо (09235)
92. Ривернер (09247)
93. Римон (09246)
94. Сабарат (09253)
95. Сальсен (09279)
96. Сантен (09290)
97. Сантенак-д'Уст (09291)
98. Сантенак-де-Серу (09292)
99. Сейкс (09285)
100. Сен-Жан-дю-Кастійонне (09263)
101. Сен-Жирон (09261)
102. Сен-Ларі (09267)
103. Сен-Лізьє (09268)
104. Сент-Ібар (09277)
105. Сент-Круа-Вольвестр (09257)
106. Сент-Сюзанн (09342)
107. Серизоль (09094)
108. Сеско (09095)
109. Сор (09297)
110. Суекс-Рогаль (09299)
111. Сулан (09301)
112. Сюзан (09304)
113. Сьєрас (09294)
114. Ториньян-Касте (09307)
115. Ториньян-В'є (09308)
116. Туар-сюр-Ариз (09310)
117. Туртуз (09313)
118. Уст (09223)
119. Фабас (09120)
120. Форнекс (09123)
121. Юсту (09322)